# Леонтій Ілля Корнелійович
Ілля́ Корне́лійович (Корнелович) Лео́нтій (28 липня 1975, село Чудей, Сторожинецький район, Чернівецька область — 17 червня 2014, місто Щастя, Луганська область) — старший солдат 3 батальйону окремої тактичної групи 80-ї окремої аеромобільної бригади.

## Життєпис
Народився 1975 року в селі Чудей Сторожинецького району, Чернівецької області. Згодом родина переїхала до села Череш. Навчався у Черешській ЗОШ; по тому — в Чернівецькому будівельному технікумі (змушений покинути навчання через скрутне фінансове становище у родині). Працював будівельником, по тому — в лісництві; їздив на сезонні роботи. В 1990-х роках проходив строкову військову службу у в.ч. міста Ковель. Після строкової служби одружився; переїхав до села Давидівка Сторожинецького району.
В часі війни мобілізований 8 квітня 2014 року; солдат 3-го батальйону 80-ї бригади. З травня брав участь у бойових діях.
Загинув у бою з терористами в районі селища Металіст на околицях Луганська. Терористи атакували із засідки колону військових. Тоді ж полягли старший лейтенант Владислав Файфура, сержант Віктор Мігован, молодший сержант Ігор Крисоватий, старший солдат Віктор Піцул, солдат Максим Доник, солдат Ілля Валявський, солдат Юрій Мізунський та молодший сержант Володимир Якобчук.
Похований 22 червня 2014 року в селі Давидівка, Сторожинецького району, Чернівецької області.
Без Іллі лишились дружина, донька і троє синів (найменшому було 2,5 роки).

## Нагороди
- Орден «За мужність» III ступеня (2014, посмертно)[3]
- 25 жовтня 2018 року у Черешській ЗОШ I—II ступенів відкрито меморіальну таблицю випускнику Іллі Леонтію.